# خسوس آنخل گارسیا
خسوس آنخل گارسیا (اسپانیایی: Jesús Ángel García‎؛ زادهٔ ۱۷ اکتبر ۱۹۶۹) دونده پیاده‌روی سرعت اهل اسپانیا می‌باشد.